# Ricky Ohorella
Ricky Akbar Ohorella (sinh ngày 31 tháng 12 năm 1990 in  Indonesia) là một cầu thủ bóng đá người Indonesia hiện tại thi đấu cho Arema FC ở vị trí tiền vệ chạy cánh ở Liga 1. Anh có màn ra mắt cho Indonesia ở Vòng loại giải vô địch bóng đá thế giới 2014 trước Bahrain ngày 29 tháng 2 năm 2012.

## Danh hiệu

### Danh hiệu câu lạc bộ
Semen Padang
- Indonesia Premier League (1): 2011-12
- Indonesian Community Shield (1): 2013